# 弗兰斯·德瓦尔
弗朗西斯庫斯·伯納杜斯·瑪利亞·「弗兰斯」·德瓦尔（荷蘭語：Franciscus Bernardus Maria "Frans" de Waal，1948年10月29日—2024年3月14日），是一位荷兰灵长类学家和动物行为学家。

## 生平
弗兰斯·德瓦尔出生在荷兰北布拉班特省斯海尔托亨博斯，接连在奈梅亨拉德伯德大学，格罗宁根大学和乌特勒支大学学习，经历了灵长类学家扬·范霍夫的训练后于1977年拿到乌特勒支大学生物学博士学位。他的学术论文是研究猕猴的侵略行为和联盟形成。 他多次说受到了同行尼古拉斯·廷贝亨的启发。他是亚特兰大埃默里大学心理学系灵长类行为学教授。还是多部动物行为学书籍的作家。

## 著作
- Chimpanzee Politics: Power and Sex Among Apes, 25th Anniversary Edition，1982年初版，2007年25周年纪念版
［中譯本］羅亞琪譯，《黑猩猩政治學：如何競逐權與色？》（台北：開學文化，2016）
- Peacemaking Among Primates，1989年
［中譯本］李志磊、步艳红譯，《猴、猩猩的故事》（海口：海南出版社，2003）
- Chimpanzee Cultures，1994年
- Good Natured: The Origins of Right and Wrong in Humans and Other Animals，1996年
- Bonobo: The Forgotten Ape，1997年
- Natural Conflict Resolution，2000年
- The Ape and the Sushi Master, Cultural reflections by a primatologist，2001年
［中譯本］凌桦譯，《类人猿和寿司大师：一个灵长动物学家的文化反思》（上海：上海科学技术出版社，2005）
- Tree of Origin: What Primate Behavior Can Tell Us about Human Social Evolution，2001年
- My Family Album, Thirty Years of Primate Photography，2003年
- Animal Social Complexity: Intelligence, Culture, and Individualized Societies，2003年
- Our Inner Ape: A Leading Primatologist Explains Why We Are Who We Are，2005年
［中譯本］陳信宏譯，《猿形畢露：從猩猩看人類的權力、暴力、愛與性》（台北：麥田出版，2007）
- Primates and Philosophers: How Morality Evolved，2006年
［中譯本］赵芊里譯，《灵长目与哲学家：道德是怎样演化出来的》（上海：上海科技教育出版社，2013）
- The Age of Empathy: Nature's Lessons for a Kinder Society，2009年
［中譯本］刘旸譯，《共情时代：一种机制让“我”成为“我们”》（长沙：湖南科学技术出版社，2014）
- The Bonobo and the Atheist: In Search of Humanism Among the Primates，2013年
- Are We Smart Enough to Know How Smart Animals Are?，2016年
［中譯本］严青譯，《万智有灵：超出想象的动物智慧》（长沙：湖南科学技术出版社，2019）
- Mama's Last Hug: Animal Emotions and What They Tell Us about Ourselves，2019年
［中譯本］张军譯，《最后的拥抱：动物与人类的情绪》（长沙：湖南科学技术出版社，2022）
- Different: Gender Through the Eyes of a Primatologist，2022年
［中譯本］，《不同：灵长类动物学家眼中的性别差异》